# Palacio del Marqués de Entrambasaguas
El palacio del Marqués de Entrambasaguas se encuentra en la calle Santo Tomás de Villanueva de los Infantes (provincia de Ciudad Real, España).
Al igual que las casas señoriales de la época cuenta con una impresionante fachada. La fachada está formada por un pórtico adintelado con columnas dóricas sin basa pero si con estrías y pedestal, estas sostienen a su vez el entablamento con  friso decorado con triglifos y metopas, en el centro de la fachada se encuentra un vano enrejado.
Lo curioso de esta fachada es que el escudo familiar no se encuentra en el centro sino en la misma esquina del palacio.

## Acceso
- CM-412
- CM-3127
- CM-3129
- CR-632